# Ивановское сельское поселение (Нижнегорский район)
Ивановское се́льское поселе́ние (укр. Іванівське сільське поселення, крымскотат. Джагъа Беш Къурткъа кой юрту, Cağa Beş Qurtqa köy yurtu) — муниципальное образование в Нижнегорском районе Республики Крым России, в степном Крыму, в долине реки Биюк-Карасу.
Административный центр — село Ивановка.

## История
В 1977 году был образован Ивановский сельский совет.
Сельское поселение образовано в соответствии с законом Республики Крым от 5 июня 2014 года.

## Население
| 2001  | 2014  | 2015  | 2016  | 2017  | 2018  | 2019  |
| ----- | ----- | ----- | ----- | ----- | ----- | ----- |
| 2510  | ↘2010 | ↗2011 | ↗2012 | ↘1994 | ↘1970 | ↘1924 |
| 2020  | 2021  |       |       |       |       |       |
| ↗1944 | ↘1887 |       |       |       |       |       |

## Состав сельского поселения
| № | Населённый пункт | Тип населённого пункта       | Население |
| - | ---------------- | ---------------------------- | --------- |
| 1 | Ивановка         | село, административный центр | ↘400      |
| 2 | Заречье          | село                         | ↘779      |
| 3 | Тамбовка         | село                         | ↘719      |
| 4 | Тарасовка        | село                         | ↘112      |